# Ernst Hogner
John Carlo Ernst Octavio Hogner  (uttalas [hɔŋner]),  född den 6 oktober 1863 i Stockholm, död där den 17 september 1931, var en svensk läkare. Han var bror till Richard och Gudmar Hogner samt far till Einar Hogner.
Hogner blev student vid Uppsala universitet 1882, medicine kandidat vid Karolinska institutet i Stockholm 1889 och medicine licentiat där 1898. Han var praktiserande läkare i Stockholm från 1900 och läkare vid musikkonservatoriet från 1907. Hogner är begravd på Norra begravningsplatsen i Stockholm.